# Deep web

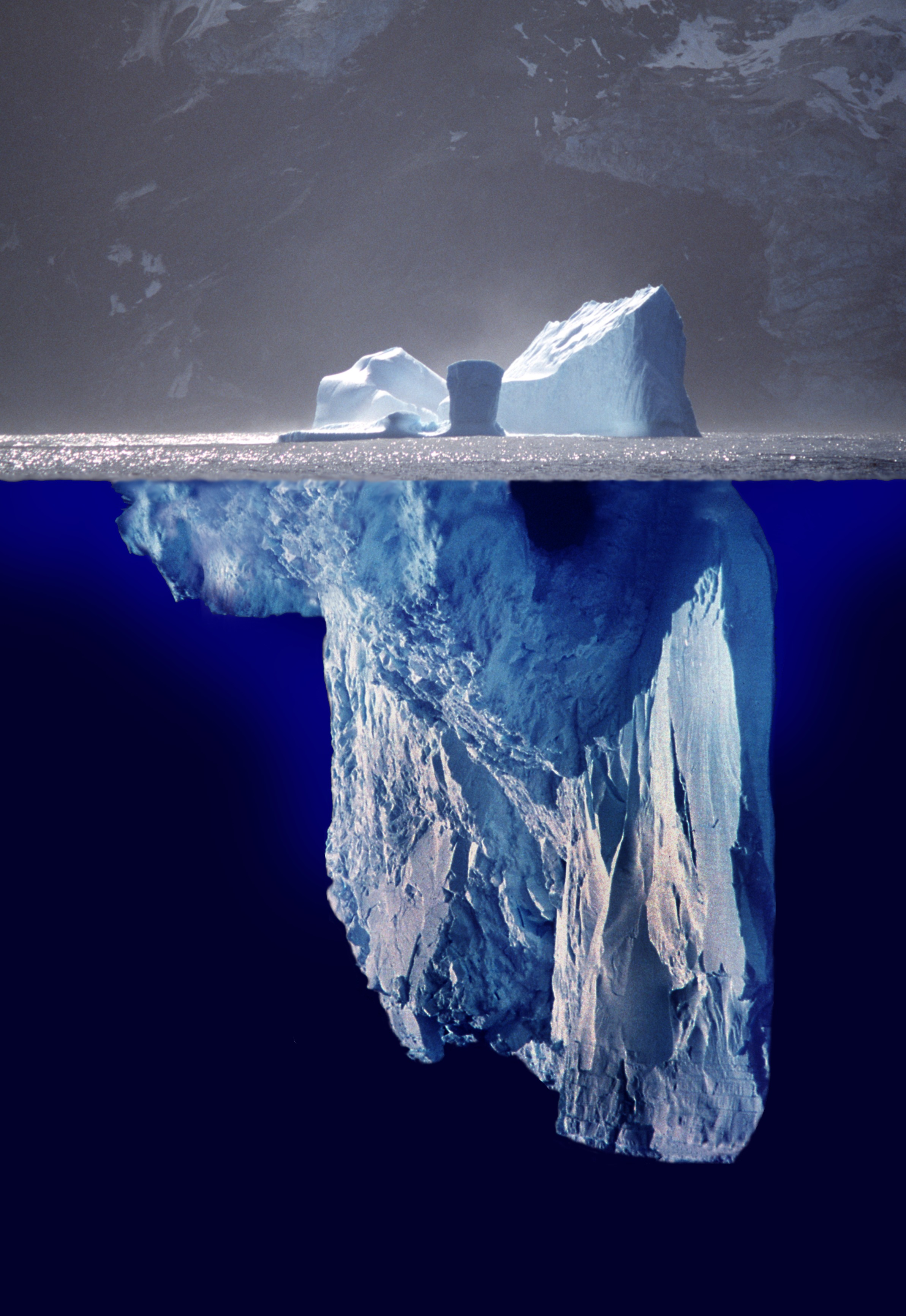
Zoals het gedeelte van een ijsberg beneden de zeespiegel, onttrekt het deep web zich aan het zicht. Het www bestaat uit verschillende niveaus van toegankelijkheid: websites geïndexeerd door zoekmachines, niet-geïndexeerde indexeerbare websites, niet-indexeerbare websites (bijvoorbeeld die met robots.txt)

Het deep web (soms ook wel het diepe web genoemd) is het wereldwijde web dat ontoegankelijk is voor zoekmachines.
Het deep web wordt vaak verward met het dark web. Het deep web bevat onder andere websites die nergens anders geïndexeerd staan, terwijl het dark web een significante moeite doet om niet gevonden te worden door zoekmachines en in vele gevallen niet toegankelijk is door middel van conventionele webbrowsers of internet-spiders die sites indexeren. De tegenhanger wordt het surface web genoemd, en beschrijft de openbare geïndexeerde internetpagina's.
Tot het deepweb worden ook alle webpagina's gerekend die achter betaalmuren zitten, waarvoor men eerst dient te registreren of die door een wachtwoord worden beschermd.